# Liste öffentlicher Kneipp-Anlagen in Nordrhein-Westfalen
In der Liste öffentlicher Kneipp-Anlagen in Nordrhein-Westfalen sind Kneipp-Anlagen in Nordrhein-Westfalen aufgeführt. Sie ist primär nach Orten sortiert, unabhängig davon, ob es sich um Ortsteile, Gemeinden oder Städte handelt. Kneipp-Anlagen können laut Kneipp-Bund in Form von Wassertretanlagen oder Armbecken vorliegen und unterliegen grundsätzlich nicht der Trinkwasserverordnung. Kneipp-Anlagen werden häufig künstlich angelegt. Daneben gibt es in den natürlichen Verlauf von Fließgewässern eingebettete Wassertretstellen. Kneippen ist eine Behandlungsmethode der Hydrotherapie, die auf der Grundlage von Sebastian Kneipp angewendet wird. Hierbei wird in kaltem Wasser auf der Stelle geschritten. In Armbecken werden die Arme bis zur Mitte der Oberarme ins kalte Wasser getaucht. Der Artikel ist Teil der übergeordneten Liste öffentlicher Kneipp-Anlagen in Deutschland. Die Liste erhebt keinen Anspruch auf Vollständigkeit.

## Liste
Die folgende Liste umfasst 70 der öffentlichen und privaten Kneipp-Anlagen in Nordrhein-Westfalen (Stand: 6. Juli 2024):
| Bild             | Ort                                       | Kreis                      | Beschreibung | öffentlich | ↴ Zufluss / ↳ Abfluss | Standort                                            |
| ---------------- | ----------------------------------------- | -------------------------- | --- | ---------- | --------------------- | --------------------------------------------------- |
|                  | Aachen                                    | Aachen                     | [ 5 ] | nein       |                       | Koordinaten fehlen! Hilf mit.                       |
| Bild gesucht BW  | Arnsberg                                  | Hochsauerlandkreis         | Teil von Freibad Storchennest | Eintritt   |                       | ⊙                                                   |
|                  | Bad Laasphe                               | Siegen-Wittgenstein        | [ 5 ] [ 7 ] | ja         |                       | Koordinaten fehlen! Hilf mit.                       |
|                  | Bad Münstereifel                          | Euskirchen                 | Wassertretbecken im Kurgarten | ja         |                       | ⊙ Kurgarten                                         |
|                  | Bad Salzuflen                             | Lippe                      | Wassertretbecken im Kurpark | nein       |                       | Koordinaten fehlen! Hilf mit.                       |
|                  | Bad Fredeburg                             | Hochsauerlandkreis         | Tret- und Armbecken an den „Drei Buchen“                                                                                          |            |                       | Koordinaten fehlen! Hilf mit.                       |
|                  | Bad Fredeburg                             | Hochsauerlandkreis         | Tretbecken am Pferdehimmel | ja         |                       | Koordinaten fehlen! Hilf mit.                       |
|                  | Bad Fredeburg                             | Hochsauerlandkreis         | Armbecken an der Koppenhütte | ja         |                       | Koordinaten fehlen! Hilf mit.                       |
| Bild gesucht BW  | Bad Fredeburg                             | Hochsauerlandkreis         | Tret- und Armbecken in der kalten Schlade                                                                                         | ja         |                       | ⊙                                                   |
|                  | Bad Fredeburg                             | Hochsauerlandkreis         | Tretbecken an der Oilskerhütte | ja         |                       | Koordinaten fehlen! Hilf mit.                       |
|                  | Bad Fredeburg                             | Hochsauerlandkreis         | Tret- und Armbecken im Kurpark „Schmiedinghausen“                                                                                 | ja         |                       | Koordinaten fehlen! Hilf mit.                       |
| Bild gesucht BW  | Bad Wünnenberg                            | Paderborn                  | [ 5 ] | ja         |                       | ⊙ im Aabach zwischen Waldschwimmbad und Paddelteich |
| Bild gesucht BW  | Bad Wünnenberg                            | Paderborn                  | [ 5 ] | ja         |                       | ⊙ im Golmeketal                                     |
| Bild gesucht BW  | Bad Wünnenberg                            | Paderborn                  | [ 5 ] | ja         |                       | ⊙ am Mühlenberg                                     |
| Bild gesucht BW  | Bad Wünnenberg                            | Paderborn                  | Tret- und Armbecken | ja         |                       | ⊙ an der Kneipp-Oase                                |
| Bild gesucht BW  | Bad Wünnenberg                            | Paderborn                  | Barfußpfad | ja         |                       | ⊙ auf dem Barfußpfad                                |
|                  | Bad Wünnenberg - Fürstenberg (Westfalen)  | Paderborn                  | [ 5 ] | ja         |                       | am Wasserplatz                                      |
|                  | Bad Wünnenberg - Leiberg (Bad Wünnenberg) | Paderborn                  | [ 5 ] | ja         |                       | im Empertal                                         |
|                  | Balve                                     | Märkischer Kreis           | [ 5 ] |            |                       | Koordinaten fehlen! Hilf mit.                       |
| (weitere Bilder) | Bergisch Gladbach                         | Rheinisch-Bergischer Kreis | Vom Giesbach durchflossene Wassertretstelle im Naturschutzgebiet „Königsforst“ (NSG GL-038) im Stadtgebiet von Bergisch Gladbach. |            | ↴↳ Giesbach           | ⊙                                                   |
| Bild gesucht BW  | Bocholt                                   | Borken                     | [ 5 ] |            |                       | ⊙                                                   |
| Bild gesucht BW  | Borchen                                   | Paderborn                  | Tretbecken Borchen |            |                       | ⊙                                                   |
| Bild gesucht BW  | Borken-Marbeck                            | Borken                     | Tretbecken beim Heimathaus Marbeck                                                                                                |            |                       | ⊙                                                   |
|                  | Brilon                                    | Hochsauerlandkreis         | Kneippanlage Brilon |            |                       | Koordinaten fehlen! Hilf mit.                       |
| Bild gesucht BW  | Brilon-Bontkirchen                        | Hochsauerlandkreis         | Tretbecken Bontkirchen |            |                       | ⊙                                                   |
| Bild gesucht BW  | Brilon-Messinghausen                      | Hochsauerlandkreis         | Tretbecken beim Spielplatz |            |                       | ⊙                                                   |
|                  | Büren                                     | Paderborn                  | [ 5 ] |            |                       | Koordinaten fehlen! Hilf mit.                       |
| Bild gesucht BW  | Büren-Siddinghausen                       | Paderborn                  | Tretbecken Siddinghausen |            |                       | ⊙                                                   |
|                  | Dortmund                                  | Dortmund                   | [ 5 ] |            |                       | Koordinaten fehlen! Hilf mit.                       |
|                  | Duisburg                                  | Duisburg                   | [ 5 ] |            |                       | Koordinaten fehlen! Hilf mit.                       |
|                  | Dülmen                                    | Coesfeld                   | [ 5 ] |            |                       | Koordinaten fehlen! Hilf mit.                       |
|                  | Eckenhagen                                | Oberbergischer Kreis       | Wassertretbecken im Kurpark |            |                       | Koordinaten fehlen! Hilf mit.                       |
| Bild gesucht BW  | Eisborn                                   | Märkischer Kreis           | Kneipp-Anlage Eisborn | ja         |                       | ⊙                                                   |
|                  | Elten                                     | Kleve                      | Wassertretbecken |            |                       | Koordinaten fehlen! Hilf mit.                       |
| Bild gesucht BW  | Eslohe-Bremke                             | Hochsauerlandkreis         | Tretbecken Bremke | ja         |                       | ⊙                                                   |
| Bild gesucht BW  | Eslohe-Reiste                             | Hochsauerlandkreis         | Tretbecken Reiste | ja         |                       | ⊙                                                   |
|                  | Gladbeck                                  | Recklinghausen             | [ 5 ] |            |                       | Koordinaten fehlen! Hilf mit.                       |
|                  | Gelsenkirchen                             | Gelsenkirchen              | Kneipp-Anlage im Revierpark Nienhausen                                                                                            |            |                       | ⊙                                                   |
|                  | Gütersloh                                 | Gütersloh                  | Kneipp-Anlage im Mohns Park |            |                       | Mohns Park                                          |
| Bild gesucht BW  | Groß Reken                                | Kreis Borken               | Wassertretbecken Groß Reken (Freizeit- und Erholungsanlage Groß Reken)                                                            | ja         |                       | ⊙                                                   |
|                  | Haltern am See                            | Recklinghausen             | [ 5 ] |            |                       | Koordinaten fehlen! Hilf mit.                       |
| (weitere Bilder) | Hamm (früher Bad Hamm)                    | Hamm                       | Kneipp-Anlage im Kurpark Hamm |            |                       | ⊙ Kurpark                                           |
|                  | Havixbeck                                 | Coesfeld                   | [ 5 ] |            |                       | Koordinaten fehlen! Hilf mit.                       |
|                  | Henglarn                                  | Paderborn                  | Tretbecken und Barfußpfad Henglarn                                                                                                | ja         |                       | Koordinaten fehlen! Hilf mit.                       |
|                  | Hemmerde                                  | Unna                       | Tretbecken | ja         | Die Rüsche            | ⊙                                                   |
|                  | Hilchenbach                               | Siegen-Wittgenstein        | Kneipp-Barfußpfad |            |                       | Koordinaten fehlen! Hilf mit.                       |
|                  | Hilden                                    | Mettmann                   | [ 5 ] |            |                       | Koordinaten fehlen! Hilf mit.                       |
|                  | Kleve                                     | Kleve                      | [ 5 ] |            |                       | Koordinaten fehlen! Hilf mit.                       |
|                  | Köln                                      | Köln                       | [ 5 ] |            |                       | Koordinaten fehlen! Hilf mit.                       |
|                  | Königswinter-Oberpleis                    | Rhein-Sieg-Kreis           | Teil des Saunaparks Siebengebirge                                                                                                 | Eintritt   |                       | Koordinaten fehlen! Hilf mit.                       |
|                  | Marl                                      | Recklinghausen             | [ 5 ] |            |                       | Koordinaten fehlen! Hilf mit.                       |
| Bild gesucht BW  | Marsberg-Giershagen                       | Hochsauerlandkreis         | Tretbecken Giershagen |            |                       | ⊙                                                   |
| Bild gesucht BW  | Medebach-Küstelberg                       | Hochsauerlandkreis         | Tretbecken Küstelberg |            |                       | ⊙ Kurpark                                           |
| Bild gesucht BW  | Meschede-Berge                            | Hochsauerlandkreis         | Tretbecken am Spielplatz Jüppkenpark                                                                                              | ja         | (Nebenlauf der Wenne) | ⊙                                                   |
| Bild gesucht BW  | Meschede-Freienohl                        | Hochsauerlandkreis         | Tretbecken „Am Küppel“ | ja         |                       | ⊙                                                   |
| Bild gesucht BW  | Meschede-Remblinghausen                   | Hochsauerlandkreis         | Tretbecken Jakobusbrunnen | ja         |                       | ⊙                                                   |
| Bild gesucht BW  | Meschede-Remblinghausen                   | Hochsauerlandkreis         | Tretbecken am Grillplatz Remblinghausen                                                                                           | ja         |                       | ⊙                                                   |
|                  | Much                                      | Rhein-Sieg-Kreis           | [ 5 ] |            |                       | Koordinaten fehlen! Hilf mit.                       |
| Bild gesucht BW  | Oerlinghausen                             | Kreis Lippe                | Tretbecken Oerlinghausen („Die Sachsenquelle“)                                                                                    | ja         |                       | ⊙                                                   |
|                  | Olpe                                      | Olpe                       | Teil der Saunalandschaft des Freizeitbades Biggesee                                                                               | Eintritt   |                       | Koordinaten fehlen! Hilf mit.                       |
|                  | Olsberg                                   | Hochsauerlandkreis         | Wassertretstelle Olsberger Kneippwanderweg 1/7                                                                                    |            |                       | Kneippwanderweg                                     |
|                  | Olsberg                                   | Hochsauerlandkreis         | Wassertretstelle Olsberger Kneippwanderweg 2/7                                                                                    |            |                       | Kneippwanderweg                                     |
|                  | Olsberg                                   | Hochsauerlandkreis         | Wassertretstelle Olsberger Kneippwanderweg 3/7                                                                                    |            |                       | Kneippwanderweg                                     |
|                  | Olsberg                                   | Hochsauerlandkreis         | Wassertretstelle Olsberger Kneippwanderweg 4/7                                                                                    |            |                       | Kneippwanderweg                                     |
|                  | Olsberg                                   | Hochsauerlandkreis         | Wassertretstelle Olsberger Kneippwanderweg 5/7                                                                                    |            |                       | Kneippwanderweg                                     |
|                  | Olsberg                                   | Hochsauerlandkreis         | Wassertretstelle Olsberger Kneippwanderweg 6/7                                                                                    |            |                       | Kneippwanderweg                                     |
|                  | Olsberg                                   | Hochsauerlandkreis         | Wassertretstelle Olsberger Kneippwanderweg 7/7                                                                                    |            |                       | Kneippwanderweg                                     |
|                  | Olsberg                                   | Hochsauerlandkreis         | Kneipp-Tretbecken im Kurpark |            |                       | ⊙ Kneippwanderweg                                   |
|                  | Olsberg-Assinghausen                      | Hochsauerlandkreis         | Tretbecken Küsterlandpark | ja         |                       | ⊙                                                   |
|                  | Rheine                                    | Steinfurt                  | [ 5 ] |            |                       | Koordinaten fehlen! Hilf mit.                       |
|                  | Salzkotten-Upsprunge                      | Paderborn                  | Tretbecken Upsprunge | ja         | Hederquellen          | ⊙                                                   |
|                  | Salzkotten-Verne                          | Paderborn                  | Tretbecken Verne | ja         |                       | ⊙                                                   |
| Bild gesucht BW  | Schmallenberg-Lenne                       | Hochsauerlandkreis         | Wassertretbecken Uentroptal | ja         |                       | ⊙                                                   |
| Bild gesucht BW  | Schmallenberg-Schanze                     | Hochsauerlandkreis         | Wassertretbecken Schanze | ja         |                       | ⊙                                                   |
| Bild gesucht BW  | Schmallenberg-Vorwald                     | Hochsauerlandkreis         | Wassertretbecken Vorwald | ja         |                       | ⊙                                                   |
| (weitere Bilder) | Stadtlohn                                 | Borken                     | Wassertretbecken im Losbergpark in Stadtlohn                                                                                      |            |                       | ⊙ Losbergpark                                       |
|                  | Wallfahrtsstadt Kevelaer                  | Kleve                      | Wassertretbecken, Armbecken, Barfußpfad im Solegarten St. Jakob                                                                   | Ja         |                       | Solegarten St. Jakob                                |
|                  | Warendorf                                 | Warendorf                  | [ 5 ] |            |                       | Koordinaten fehlen! Hilf mit.                       |
|                  | Wiehl                                     | Oberbergischer Kreis       | Kneipp-Anlage Wiehl |            |                       | Koordinaten fehlen! Hilf mit.                       |
|                  | Winterberg                                | Hochsauerlandkreis         | Wassertretstelle im Kurpark Winterberg                                                                                            |            |                       | Kurpark                                             |
| Bild gesucht BW  | Winterberg-Elkeringhausen                 | Hochsauerlandkreis         | Tretbecken Elkeringhausen |            |                       | ⊙ Kurpark                                           |
| Bild gesucht BW  | Winterberg-Langewiese                     | Hochsauerlandkreis         | Tretbecken mit Barfußpfad |            |                       | ⊙ Kurpark                                           |
| Bild gesucht BW  | Winterberg-Langewiese                     | Hochsauerlandkreis         | Tretbecken |            |                       | ⊙ Kurpark                                           |
| Bild gesucht BW  | Winterberg-Niedersfeld                    | Hochsauerlandkreis         | Kneipp-Anlage Niedersfeld |            |                       | ⊙ Kurpark                                           |
|                  | Xanten                                    | Wesel                      | [ 5 ] |            |                       | Koordinaten fehlen! Hilf mit.                       |
| Bild gesucht BW  | Tecklenburg                               | Steinfurt                  | Kneipp-Anlage im Tecklenburger Land 1/5                                                                                           |            |                       | ⊙ Kurpark                                           |
|                  | Tecklenburg-Leeden                        | Steinfurt                  | Kneipp-Anlage im Tecklenburger Land 2/5                                                                                           |            |                       | ⊙ Bewegungspark                                     |
| Bild gesucht BW  | Tecklenburg-Brochterbeck                  | Steinfurt                  | Kneipp-Anlage im Tecklenburger Land 3/5                                                                                           |            |                       | ⊙                                                   |
| Bild gesucht BW  | Tecklenburg-Ledde                         | Steinfurt                  | Kneipp-Anlage im Tecklenburger Land 4/5                                                                                           |            |                       | ⊙ Bewegungspark                                     |
| Bild gesucht BW  | Mettingen                                 | Steinfurt                  | Kneipp-Anlage im Tecklenburger Land 5/5                                                                                           |            |                       | ⊙ Köllbachtal                                       |